# Острецово (Троицкое сельское поселение)
Острецово — деревня в Усть-Кубинском районе Вологодской области.
Входит в состав Троицкого сельского поселения, с точки зрения административно-территориального деления — в Троицкий сельсовет.
Расстояние по автодороге до районного центра Устья — 46 км, до центра муниципального образования Бережного — 4 км. Ближайшие населённые пункты — Куркинская, Ивановская, Кузьминская.
По переписи 2002 года население — 15 человек.